# Divi Divi Air
Die Divi Divi Air ist eine regionale Fluggesellschaft mit Sitz in Willemstad auf der Insel Curaçao. Sie wurde 2001 gegründet und nach dem Divi-Divi-Baum benannt. Flugziele sind Bonaire und Aruba. Divi Divi führt täglich 5 bis 7 Linienflüge zwischen Curaçao und Bonaire durch. Aruba wird bei Bedarf angeflogen.

## Flotte
Die Flotte besteht im März 2025 aus:
- 3 Britten-Norman BN-2 Islander
- 1 Cessna 172
- 1 Cessna 402
- 3 de Havilland Canada DHC-6 Twin Otter.

## Zwischenfälle

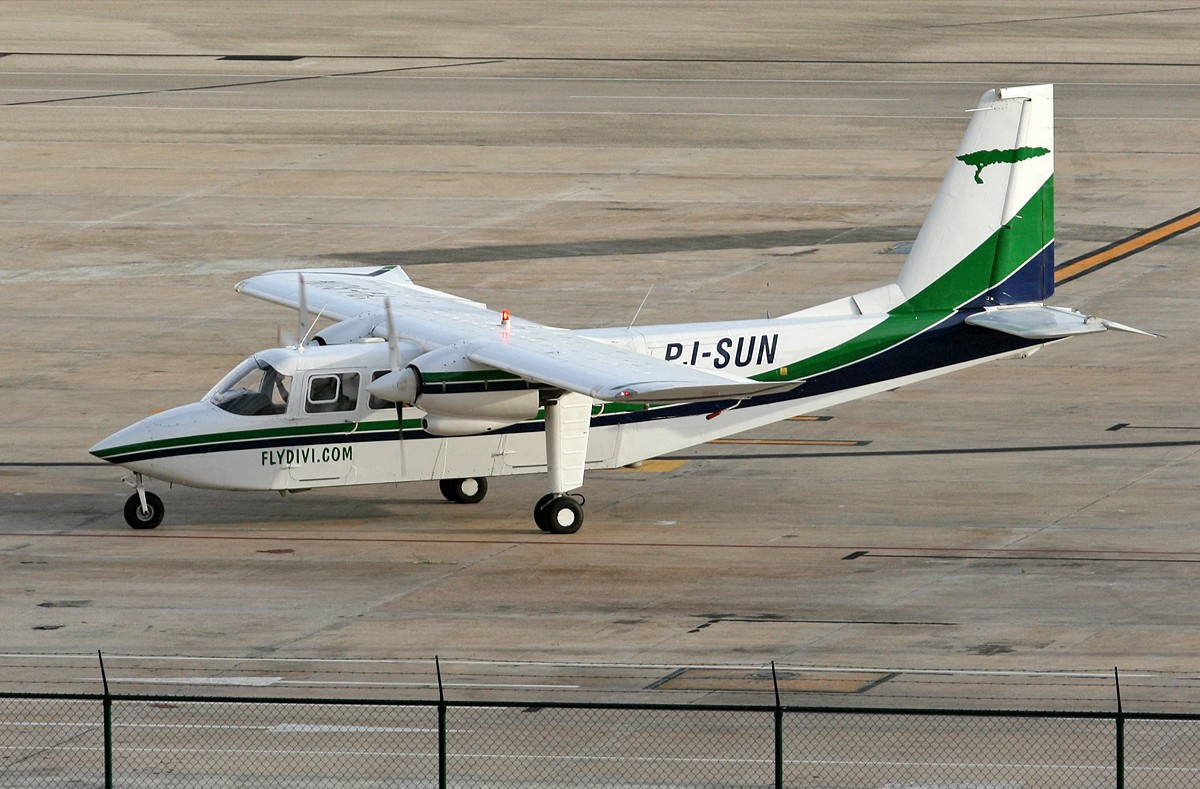
Die am 22. Oktober 2009 verunglückte Britten-Norman BN-2 Islander PJ-SUN

- Am 22. Oktober 2009 verlor eine Britten-Norman BN-2 Islander der Divi Divi Air (Luftfahrzeugkennzeichen PJ-SUN) auf dem Flug von Curaçao zum Flugplatz Bonaire infolge eines Ausfalls des rechten Triebwerks so sehr an Höhe, dass der Flugplatz Bonaire nicht mehr erreicht werden konnte. Bei der Notwasserung nahe der Insel Klein Bonaire kam der Pilot ums Leben, die neun Passagiere überstanden den Unfall teils unversehrt, teils mit leichten Verletzungen.[3][4]